# أنطونيو بوركس (لاعب كرة سلة مواليد 1980)
أنطونيو بوركس (بالإنجليزية: Antonio Burks)‏ مواليد 25 فبراير 1980 في ممفيس، هو لاعب كرة سلة أمريكي سابق بدأ مسيرته الاحترافية في سنة 2004. تم اختياره من قبل فريق أورلاندو ماجيك خلال الدرافت وحمل الرقم 1. يبلغ طوله 6 قدم 1 بوصة (1.9 م). اعتزل اللعب في 2009.

## روابط خارجية
- أنطونيو بوركس على موقع إن بي أي (الإنجليزية)
- أنطونيو بوركس على موقع سبورتس رفرنس (الإنجليزية)
- أنطونيو بوركس على موقع كرة السلة الأوروبية.كوم (الإنجليزية)
- أنطونيو بوركس على موقع كلية كرة السلة في سبورتس رفرنس.كوم (الإنجليزية)
- أنطونيو بوركس على موقع ريلجم (الإنجليزية)
- أنطونيو بوركس على موقع بروبوليرز (الإنجليزية)
- أنطونيو بوركس على موقع سبورتس رفرنس (الإنجليزية)